# Arhopalus cubensis
Arhopalus cubensis är en skalbaggsart som först beskrevs av Mutchler 1914.  Arhopalus cubensis ingår i släktet Arhopalus och familjen långhorningar.
Artens utbredningsområde är Kuba. Inga underarter finns listade.